# 韩浚 (1893年)
韩浚（1893年4月15日—1989年9月7日），原名韩德照，又名韩仲锦，湖北黄冈新洲人（今属武汉市新洲区），中国共产党和中华民国军事将领，曾经担任秋收起义副总指挥。

## 生平

### 早期军事经历
韩浚祖辈务农，家境贫穷，耕读为生，曾在新洲高等小学堂、县立平民学校中学部毕业，后到北洋政府交通部铁道管理学校学习。1922年到广州，任广东军政府财政厅检查员，广州大本营军政部科员，广东西江善后督办公署军务科书记员。1924年春，由西江善后督办公署参议张难先及粤军第一师第二团团长邓演达保荐投考黄埔军校，同年5月入黄埔军校第一期第三队学习，并加入中国共产党。毕业后，历任黄埔军校第一期第三期上尉区队长、第四期学生队步兵第一团第四连少校连长，参加国民革命军东征战役。1925年10月，奉派苏联红军大学学习，1926年5月回国，任中央军校武汉分校学兵团第二连少校连长，国民革命军第十一军教导营中校营长，第二方面军警卫团参谋长，参加平定夏斗寅部叛乱的战斗，并充任中共五大工作人员。
1927年8月1日南昌起义后，根据周逸群电报指示，韩浚和团长卢德铭、指导员辛焕文率领警卫团乘船东下参加南昌起义。8月3日，到达湖北阳新黄颡口时，为防止张发奎在九江解决警卫团，弃船上岸，由陆路奔赴南昌。到达奉新时，得知南昌起义部队已经南下，便将部队带领到湘鄂赣边境的修水、铜鼓地区休整待命，同时设法与中共组织取得联系。8月10日，根据湖南省委书记夏曦指示，卢德铭、辛焕文、韩浚三人离开部队，准备经武汉、上海到东江或福建追赶南昌起义部队。到达武汉后，向警予向他们传达了八七会议精神和秋收起义计划，命令他们返回部队。中央还任命卢德铭为秋收起义的总指挥，韩浚为副总指挥兼参谋长，辛焕文为政治指导员，统一负责起义的军事工作。返回途中，遭遇唐生智部，韩浚被俘。当他两个月后被保释回到武汉时，便同中共党组织失去联系。

### 在国民革命军中
此后，韩浚辗转来到广东，在陈铭枢处任广东北海盐务处秘书兼科长。不久，陈铭枢接到蒋介石电报，要陈把韩押送南京。陈铭枢把电报给韩浚看，韩浚被迫离开广东，前往上海，参加了黄埔反蒋同学组织的“黄埔革命同学会”，并担任组织部长。1930年中原大战后，蒋介石的地位得到巩固，反蒋组织相继解散，韩浚只得另谋出路。次年，在蒋介石的笼络下，韩浚表示效忠，担任南京中央军校政治教官。1932年，韩浚到湖北京山围剿中国工农红军。因守卫京山县城有功，受到赏识。此后，又担任担任第四十一师政训处长，华北抗日宣传总队八大队大队长，湘鄂川黔四省边剿匪总司令部党政处少将处长。1933年起，任第十军第四十八师一四四旅少将旅长，湖北省军管区司令部参谋长、兼省军管区军训处及编练处处长，湖北省地方行政干部训练团教育长，湖北省国民军训委员会副主任委员。1937年5月，授陆军少将衔。
抗日战争爆发后．任湖北省干训团教育长，第十军第四十八师师长，先后率部参加南京保卫战和武汉会战外围战。1941年，调任第七十三军七十七师师长。上任以后，整顿军纪，加强训练，使部队素质大有改观。在长沙会战中，指挥部队拼死作战，受到王耀武的赞赏。1943年初，韩浚任七十三军副军长。同年2月至11月，先后参加了鄂西会战和常德会战。1944年5月，参加了长衡会战。1945年3月，七十三军隶属陆军第四方面军，原军长彭位仁任方面军副司令长官，韩浚接任军长职，同时该军奉命进行编制调整。此次整编后，该军参加了湘西会战。
1945年8月，抗日战争胜利后，韩浚率军调往山东济南，改隶第二绥靖区指挥。1947年2月，韩浚率领七十三军在李仙洲指挥下，从明水、淄川进攻莱芜、新泰，准备南北夹击华东野战军。1947年2月20日，粟裕指挥华东野战军发起莱芜战役，国军陷入了解放军的包围，王耀武指示李仙洲突围。2月22日下午，国军一部做试探性突围；次日国军即发动大举突围，解放军随即占领莱芜，并截断了国军北撤的道路。同时，解放军埋伏在国军两翼的军队对行进中的国军发起猛攻。五万多国军被包围在芹村、高家洼东西仅三四公里、南北仅一二公里的狭小地域。这时，与解放军有联系的国军第46军军长韩练成在解放军安排下策应解放军行动，在国军突围一开始，就离开了指挥位置，导致了国军的更大混乱。粟裕下令解放军不断缩小包围圈，同时对国军实施密集的炮火突击。解放军对国军进行穿插，乘乱分割国军。2月23日下午5时，李仙洲集团全军覆没，李仙洲和韩浚被俘。

### 中华人民共和国成立后
1961年12月，韩浚被特赦释放。此后定居武汉，任湖北省人民政府文史资料研究委员会专员，武汉市黄埔军校同学会顾问，湖北省政协委员、常务委员等职务。1989年9月7日，在武汉逝世。